# 斯圖爾特國家公園
斯圖爾特國家公園（英語：Sturt National Park）是澳大利亞的國家公園，位於新南威爾士州的遠西北地區，佔地325,329公頃（803,910英畝），距離悉尼1,060（660英里），最近城鎮為蒂布布拉。斯圖爾特國家公園成立於1972年，以探險家查尔斯·史都特的名字命名。園內地貌普遍為平坦的紅土和稀疏耐旱的植物。

## 外部連結
- (PDF). NSW National Parks & Wildlife Service (PDF). Government of New South Wales. 1996-02  [2021-05-18]. ISBN 0-7310-0828-6. （原始内容存档 (PDF)于2016-03-04）.